# 五城镇
五城镇，是中华人民共和国安徽省黄山市休宁县下辖的一个乡镇级行政单位。地处休宁县中南部，东与东临溪镇接壤，南与山斗乡为邻，西南与江西省婺源县交界，西连陈霞乡，北接海阳镇和商山镇。

## 行政区划
五城镇下辖以下地区：
古林村、五城村、双龙村、龙湾村、长干村、小贺村、星洲村、月潭村、上岩村、西田村、岩溪村、五丰村、阳台村和红坑源村。

## 特产
五城茶干：中国地理标志产品。